# Sonate K. 282
Pour la sonate de Mozart, voir Sonate pour piano no 4 de Mozart.
La sonate K. 282 (F.230/L.484) en ré majeur est une œuvre pour clavier du compositeur italien Domenico Scarlatti.

## Présentation
La sonate K. 282, notée Allegro, forme une paire en ré majeur, avec la sonate précédente, plus solennelle.
L'œuvre commence par un Allegro moqueur, en canon à deux voix (A, mesures 1–14) qui se transforme en un menuet lugubre (E, 63–111), avant de terminer comme le premier volet (F, 112–135). La forme de cette sonate est un peu particulière. Les deux parties sont constituées de trois volets séparés : A–B–C || D–E–F. Les extrêmes de chaque section (A–D et C–F) sont intimement apparentés, sauf pour les transpositions et leurs conclusions (C, 32–51 ; D, 53–62) ; alors que les volets du centre (B et E) sont en revanche contrastés par leur tempo, leur mesure et le type d'accompagnement : un Allegro binaire (B, 15–31) puis un Andante ternaire (menuet), avec un accompagnement harmonique au sein de la première section et polyphonique dans l’autre,.
Le discours est ponctué de points d'orgue, comme dans les sonates K. 236, 414 et 511, toutes en ré majeur également.

## Manuscrits
Le manuscrit principal est le numéro 17 du volume V (Ms. 9776) de Venise (1753), copié pour Maria Barbara ; les autres sont Parme VII 11 (Ms. A. G. 31412), Münster IV 4 (Sant Hs 3967) et Vienne B 4 (VII
28011 B).

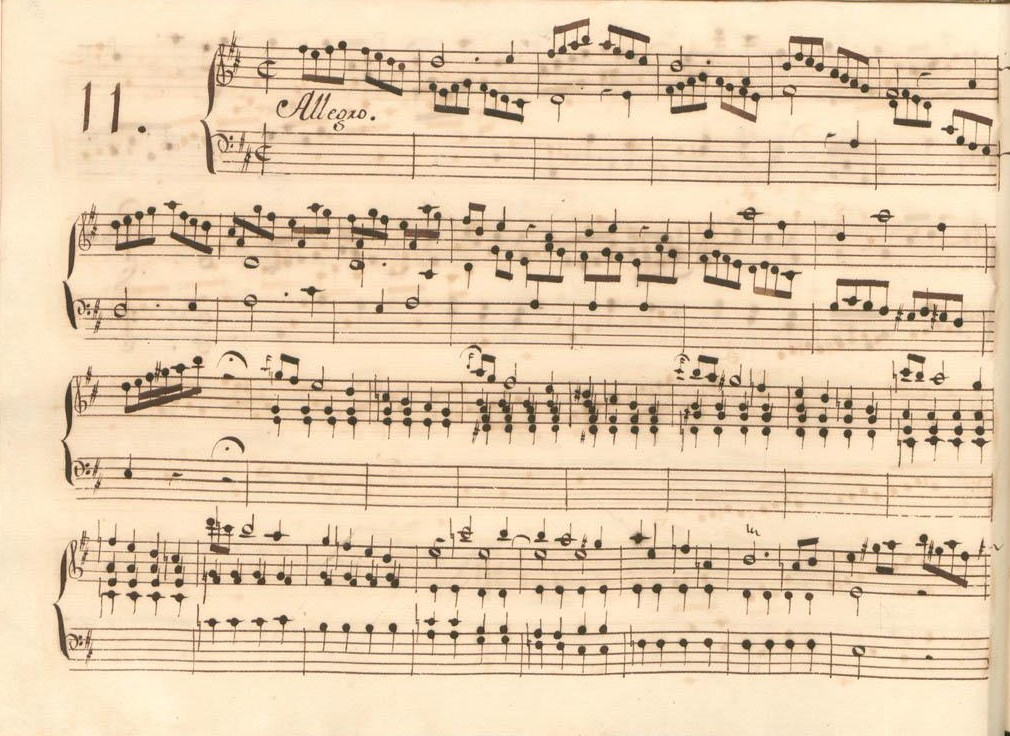
Parme VII 11.
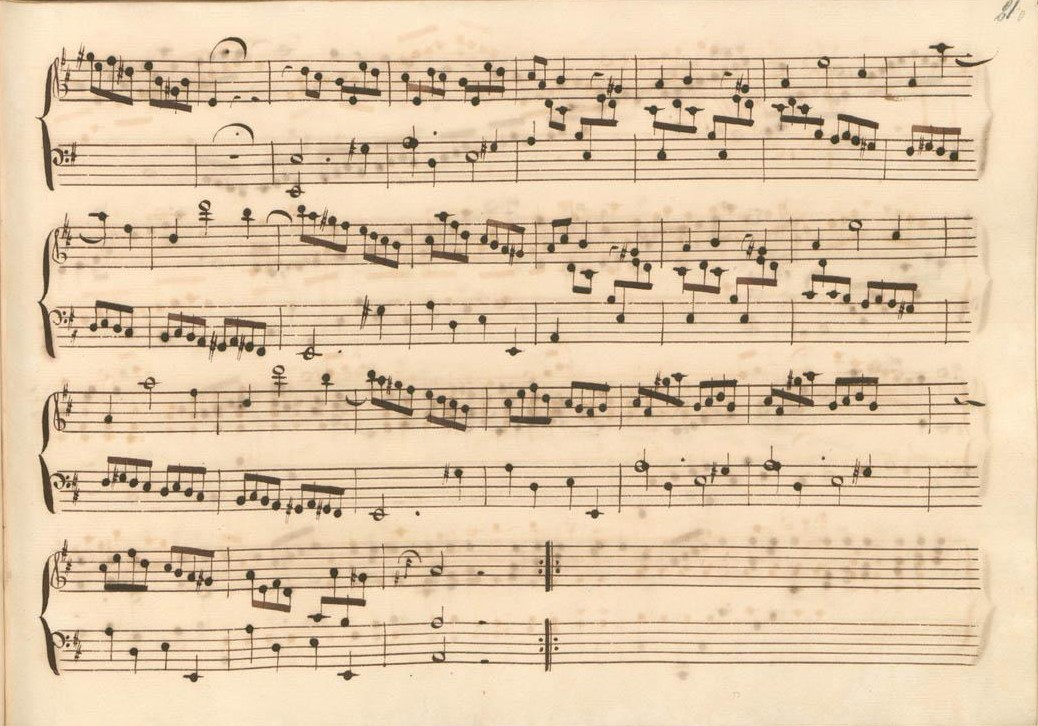
Parme VII 11 (fin de la première section).
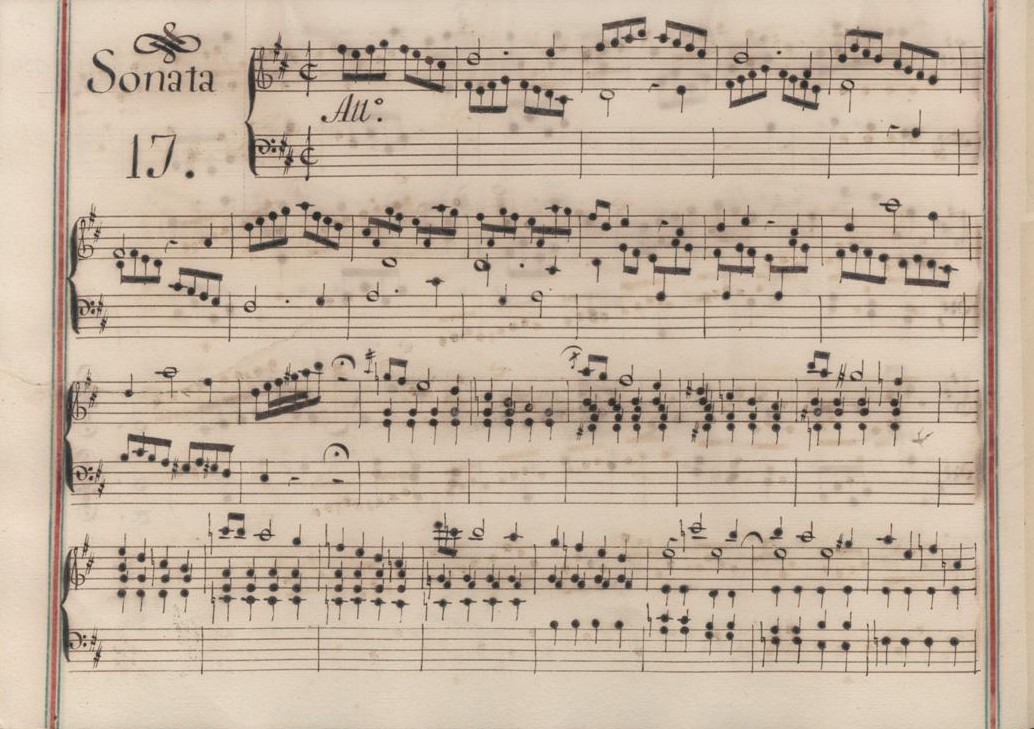
Venise V 17.
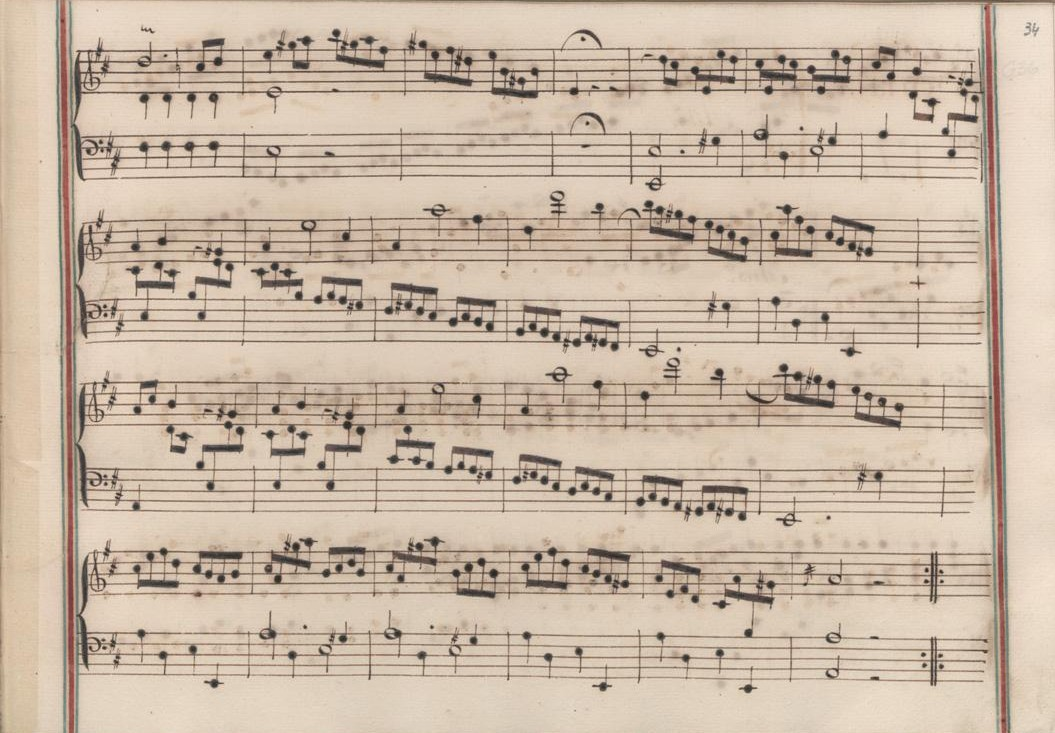
Venise V 17 (fin de la première section).
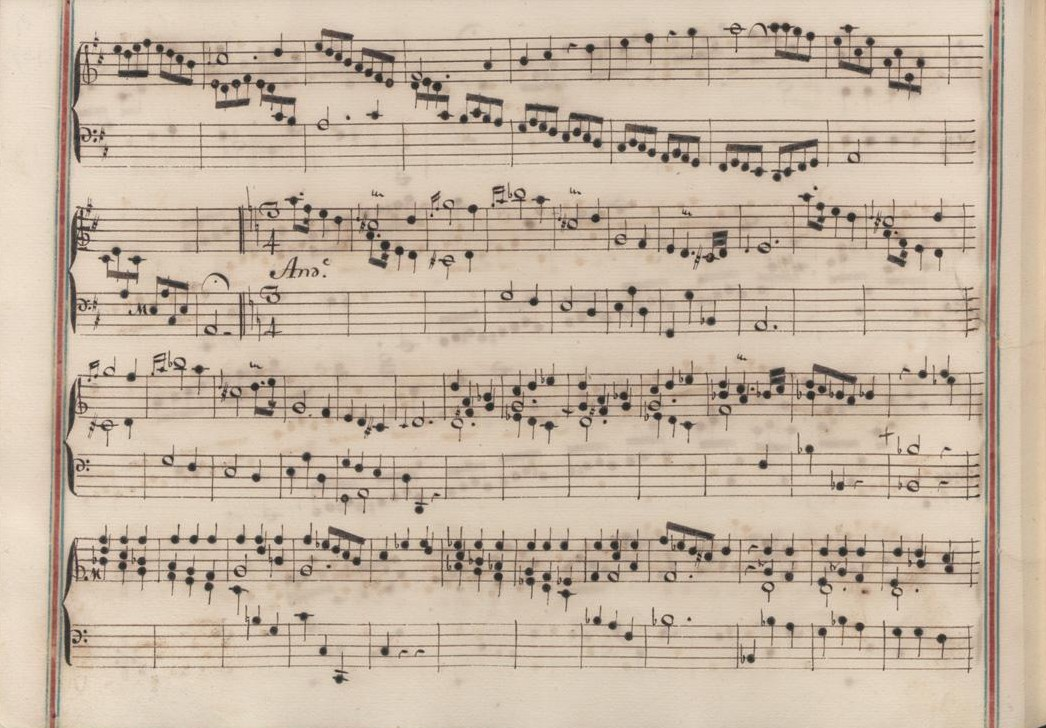
Venise V 17 (début de la seconde section).
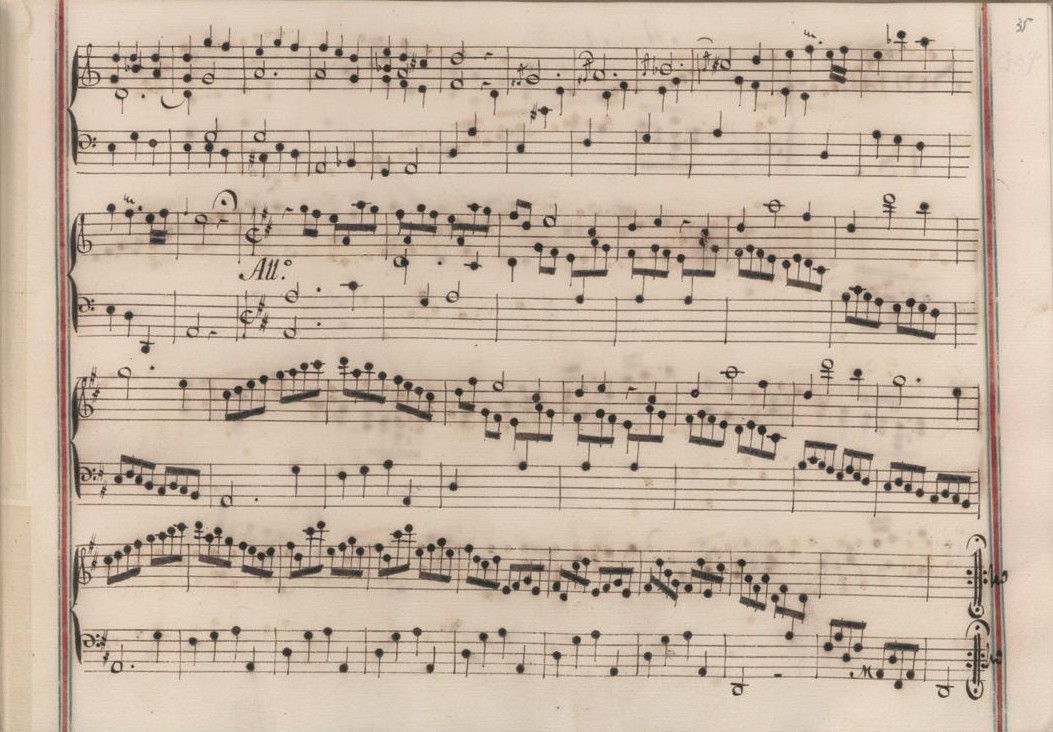
Venise V 17 (fin de la sonate).

## Interprètes
La sonate K. 282 est défendue au piano, notamment par Duanduan Hao (2011, Naxos, vol. 14) et Carlo Grante (2012, Music & Arts, vol. 3) ; au clavecin, elle est jouée par Luciano Sgrizzi (1964, Accord), Scott Ross (1985, Erato), Richard Lester (2002, Nimbus, vol. 2) et Pieter-Jan Belder (Brilliant Classics).
Aline Zylberajch (2003, Ambronay) l'interprète au pianoforte et Andrea Marcon (1996, Divox) à l'orgue.

## Sources
: document utilisé comme source pour la rédaction de cet article.
- Ralph Kirkpatrick (trad. de l'anglais par Dennis Collins), Domenico Scarlatti, Paris, Lattès, coll. « Musique et Musiciens », 1982 (1re éd. 1953 (en)), 493 p. (ISBN 978-2-7096-0118-4, OCLC 954954205, BNF 34689181).
- Alain de Chambure, « Domenico Scarlatti, Intégrale des sonates — Scott Ross », Erato/Éditions Costallat (2564-62092-2 (livret : 2292-45309-2)), 1985 (OCLC 891183737) .
- (en) W. Dean Sutcliffe, The Keyboard Sonatas of Domenico Scarlatti and Eighteenth-Century Musical Style, Cambridge / New York, Cambridge University Press, 2008, xi-400 (ISBN 978-0-521-07122-2, OCLC 1005658462, BNF 42017486).
- (en) Carlo Grante, « Domenico Scarlatti, intégrale des sonates pour clavier (vol. 3) », Music & Arts (CD-1292), 2013 (OCLC 907929504) .